# Base Dumont d'Urville
La base Dumont d'Urville (en francés: Base antarctique Dumont d'Urville) es una estación científica permanente de Francia en la Antártida, situada en la isla de los Petreles en el archipiélago de Punta Geología (Pointe Géologie) de la Tierra Adelia. Recibió su nombre en homenaje al explorador Jules Dumont D'Urville. La base es administrada por el Instituto Polar Paul-Émile Victor. Actualmente acoge a 26 personas en invierno, y a un centenar en verano.
En la noche del 23 al 24 de enero de 1952 la base de Puerto Martin, ubicada a 62 km, fue destruida por un incendio en su edificio principal y su personal fue evacuado a la isla de los Petreles, en donde pasaron el invierno en el observatorio que durante ese mes de enero se estaba construyendo allí, conocido como base Marret, quedando así abandonada la base de Puerto Martin. El observatorio fue abandonado el 14 de enero de 1953. Para participar en el Año Geofísico Internacional las instalaciones de la isla de los Petreles, ubicada a los pies del glaciar Astrolabe, fueron utilizadas de nuevo de 1956, construyéndose edificios para alojar a 20 personas por un período de 3 años. Esta base recibió el nombre de Dumont d'Urville y fue inaugurada el 12 de enero de 1956 a pocos metros de la Base Marret. En 1959 el Gobierno francés decidió mantener la base de forma permanente.
La base tiene un anexo de verano, operado en conjunto con Italia, en la parte continental a 5 km de la isla de los Petreles 66°41.256′S 139°54.430′E / -66.687600, 139.907167, denominado base Robert Guillard (ex base Cap Prud'homme), ubicado a 10 m s. n. m. Se utiliza para la organización de convoyes terrestres de suministros para la base franco-italiana Concordia, situada 1100 km al interior del continente en el domo C. Acoge a 10 personas en verano.
El hielo y los fuertes vientos impiden el aterrizaje de aviones, debiéndose acceder por lanchas Zodiac o por helicóptero. La autonomía de la base es de 30 días en invierno y 120 en verano. El rompehielos L'Astrolabe lleva provisiones y personal cinco veces al año entre noviembre y marzo, desde Hobart, Tasmania.

## Actividades científicas

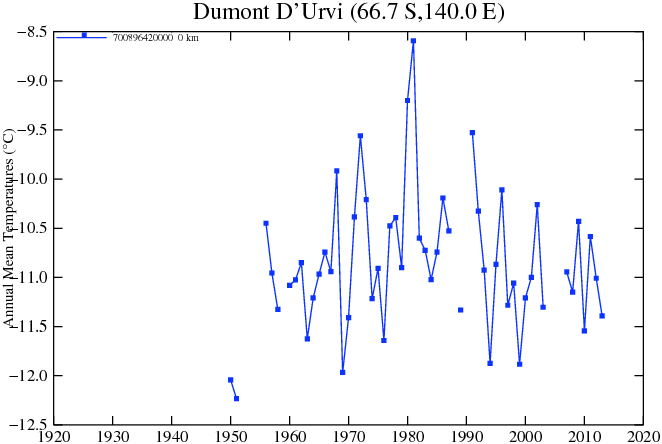
Gráfico de Tº del aire, 1950-2014, base Dumont d'Urville.

Inicialmente, se trabajaba muy poco en geofísica. Se nota la presencia de indicadores para medir el nivel del mar, salinidad, radiación cósmica. Y un GPS para medir el hundimiento del continente antártico en las capas de la Tierra. El magnetismo y la sismología también están presentes.
La base NO tiene un lidar, que analiza en particular el agujero en la capa de ozono.
En la base se observa la actividad reproductiva, actividad de buceo, dieta, mediciones fisiológicas, dinámicas de población y estrategias de historia de vida de los pingüinos adelaida y la dinámica poblacional de los pingüinos emperador. Hay una base de datos a largo plazo sobre la distribución espacial de los principales depredadores marinos y se miden datos demográficos a largo plazo de las aves marinas y focas del océano Índico meridional. Se mide la concentración de aerosoles, compuestos de azufre gaseosos y oxidantes en la atmósfera del sur; existe un sismómetro; se mide la dosis ultravioleta eritemal del detector de banda ancha UV-B; meteorología; se realiza observación del componente de rayos cósmicos nucleicos; los perfiles de ozono de sondas ECC transmitidas por globos; observaciones del nivel del mar; medición de aerosoles estratosféricos, perfiles de temperatura y PSC; masa antártica de superficie; columnas verticales de ozono total y NO2 del espectrómetro UV-Visible SAOZ; y 
mediciones vectoriales de campo magnético.